# Battaglia di Corbridge
La battaglia di Corbridge si svolse a Corbridge nel 918. Fu importante per il destino del Regno di Northumbria vichingo e l'earldom of Bamburgh inglese. La battaglia fu combattuta tra Ragnall ua Ímair e Costantino II di Scozia, Re di Scozia.

## Storia
Gli Annali dell'Ulster dicono che l'esercito norreno si divise in quattro colonne, in una delle quali si trovava forse Ottir Iarla, alleato per molto tempo di Ragnall. Gli Scoti distrussero i primi tre gruppi, ma furono presi in un'imboscata dall'ultimo, comandato dallo stesso Ragnall, che rimase nascosto dietro ad una collina. Gli Scoti riuscirono a fuggire evitando il disastro. L'Historia de Sancto Cuthberto aggiunge che gli inglesi combatterono i norreni senza sapere della presenza degli Scoti. Sembra che fu un combattimento decisivo.
Nel 919, Ragnall marciò su York. Conquistò la città e si autoproclamò re. I Bernici rimasero con lui, anche se Ealdred e Domnall I, re di Strathclyde, resero omaggio al re d'Inghilterra.